# 《点球成金》获奖名单
《点球成金》是2011年的美国体育劇情片，贝尼特·米勒执导，畢·彼特主演并与担当配角的喬納·希爾、菲臘·西摩·荷夫曼、克里斯·普瑞特共同制作。影片根据2003年迈克尔·刘易斯的同名纪实著作改编，聚焦2002年赛季的奧克蘭運動家棒球队，彼特扮演的球队经理比利·比恩与助理经理彼得·布兰德采用賽伯計量學挑选球员组建队伍。电影由艾倫·索金、斯蒂文·泽里安、斯坦·切尔文编剧。
电影拍摄预算约五千万美元，2011年9月9日在多伦多国际电影节首映，两周后的9月23日开始院线放映。电影商业评价双丰收，票房超1.1亿美元，评论汇总网站爛番茄统计267篇文章的认可度达九成四。电影共获73项提名，19项胜出，剧本、彼特与希爾的表演倍受青睐。
《点球成金》在第84屆奧斯卡金像獎角逐获最佳影片、男主角、男配角、原著改编等六项提名，但均未胜出。影片在第69屆金球獎入围四项，第65届英国电影学院奖入围三项，第16届卫星奖入围四项，并拿下2011年纽约影评人协会奖最佳男主角和剧本两项大奖。彼特与希爾均获美國演員工會獎提名，美国影艺协会、达拉斯—沃斯堡影评人协会奖均把本片列入2011年十大佳片。非裔美国人影评人协会把本片排在年度第六，凯瑞斯·多西演绎版歌曲《蘭卡的異想世界》获最佳歌曲奖。廣播音樂公司向为本片作曲的麥可·唐納颁发最佳电影音乐奖，米勒获好萊塢電影獎最佳导演。2011年《乡村之声》杂志电影民调的最佳男主角和编剧项目本片均位居前十。

## 奖项
| 机构                    | 颁奖日期       | 奖项                     |                                                                     | 结果 | 参考                        |
| ----------------------- | -------------- | ------------------------ | ------------------------------------------------------------------- | ---- | --------------------------- |
| 澳大利亞影視藝術學院獎  | 2012年1月27日  | 最佳国际电影             | 迈克·德鲁卡、蕾切尔·霍罗威茨、畢·彼特                               | 提名 | [ 10 ] [ 11 ]               |
| 澳大利亞影視藝術學院獎  | 2012年1月27日  | 最佳国际男主角           | 畢·彼特                                                             | 提名 | [ 10 ] [ 11 ]               |
| 澳大利亞影視藝術學院獎  | 2012年1月27日  | 最佳国际剧本             | 斯坦·切尔文、艾倫·索金、斯蒂文·泽里安                               | 提名 | [ 10 ] [ 11 ]               |
| 美国退休人士协会        | 2012年2月6日   | 最佳编剧                 | 艾倫·索金、斯蒂文·泽里安                                            | 提名 | [ 12 ] [ 13 ]               |
| 奥斯卡金像奖            | 2012年2月26日  | 最佳                     | 迈克·德鲁卡、蕾切尔·霍罗威茨、畢·彼特                               | 提名 | [ 6 ]                       |
| 奥斯卡金像奖            | 2012年2月26日  | 最佳男主角               | 畢·彼特                                                             | 提名 | [ 6 ]                       |
| 奥斯卡金像奖            | 2012年2月26日  | 最佳男配角               | 喬納·希爾                                                           | 提名 | [ 6 ]                       |
| 奥斯卡金像奖            | 2012年2月26日  | 最佳原著改编             | 斯坦·切尔文、艾倫·索金、斯蒂文·泽里安                               | 提名 | [ 6 ]                       |
| 奥斯卡金像奖            | 2012年2月26日  | 最佳音效                 | 黛布·阿戴尔、罗恩·波查尔、大卫·贾马尔科、埃德·诺维克                | 提名 | [ 6 ]                       |
| 奥斯卡金像奖            | 2012年2月26日  | 最佳剪辑                 | 克里斯托弗·泰利弗森                                                 | 提名 | [ 6 ]                       |
| 非裔美国人影评人协会    | 2011年12月12日 | 最佳影片                 | 《点球成金》                                                        | 第六 | [ 7 ]                       |
| 非裔美国人影评人协会    | 2011年12月12日 | 最佳歌曲                 | 《蘭卡的異想世界》，凯瑞斯·多西、杰森·里夫斯、蘭卡                  | 獲獎 | [ 7 ]                       |
| 女性电影记者联盟        | 2012年1月10日  | 最佳男主角               | 畢·彼特                                                             | 提名 | [ 14 ] [ 15 ]               |
| 女性电影记者联盟        | 2012年1月10日  | 最佳改编剧本             | 艾倫·索金、斯蒂文·泽里安                                            | 獲獎 | [ 14 ] [ 15 ]               |
| 美国剪辑师工会          | 2012年2月18日  | 最佳正剧电影剪辑         | 克里斯托弗·泰利弗森                                                 | 提名 | [ 16 ]                      |
| 美国电影学会            | 2011年12月11日 | 年度电影                 | 《点球成金》                                                        | 獲獎 | [ 17 ] [ 18 ]               |
| 澳大利亚摄影师工会      | 2012年5月5日   | 国际摄影奖               | 禾利·費斯達                                                         | 提名 | [ 19 ] [ 20 ]               |
| 廣播音樂公司            | 2012年5月17日  | 电影音乐奖               | 麥可·唐納                                                           | 獲獎 | [ 21 ]                      |
| 波士頓影評人協會        | 2011年12月11日 | 最佳男主角               | 畢·彼特                                                             | 獲獎 | [ 22 ]                      |
| 波士頓影評人協會        | 2011年12月11日 | 最佳剧本                 | 艾倫·索金、斯蒂文·泽里安                                            | 提名 | [ 22 ]                      |
| 英国电影学院奖          | 2012年2月12日  | 最佳男主角               | 畢·彼特                                                             | 提名 | [ 23 ]                      |
| 英国电影学院奖          | 2012年2月12日  | 最佳男配角               | 喬納·希爾                                                           | 提名 | [ 23 ]                      |
| 英国电影学院奖          | 2012年2月12日  | 最佳改编剧本             | 艾倫·索金、斯蒂文·泽里安                                            | 提名 | [ 23 ]                      |
| 美国选角协会            | 2012年10月29日 | 高成本正剧长片类         | 弗兰辛·梅思勒、劳伦·格雷                                            | 提名 | [ 24 ] [ 25 ]               |
| 芝加哥影评人协会        | 2012年1月7日   | 最佳改编剧本             | 艾倫·索金、斯蒂文·泽里安                                            | 獲獎 | [ 26 ] [ 27 ]               |
| 美国音响效果工会奖      | 2012年6月15日  | 最佳长片电影音效         | 黛布·阿戴尔、罗恩·波查尔、大卫·贾马尔科、布拉德·海内尔、埃德·诺维克 | 提名 | [ 28 ] [ 29 ]               |
| 评论家选择电影奖        | 2012年1月12日  | 最佳影片                 | 《点球成金》                                                        | 提名 | [ 30 ]                      |
| 评论家选择电影奖        | 2012年1月12日  | 最佳男主角               | 畢·彼特                                                             | 提名 | [ 30 ]                      |
| 评论家选择电影奖        | 2012年1月12日  | 最佳改编剧本             | 斯坦·切尔文、艾倫·索金、斯蒂文·泽里安                               | 獲獎 | [ 30 ]                      |
| 达拉斯—沃斯堡影评人协会 | 2011年12月16日 | 最佳影片                 | 《点球成金》                                                        | 第十 | [ 31 ] [ 32 ]               |
| 达拉斯—沃斯堡影评人协会 | 2011年12月16日 | 最佳男主角               | 畢·彼特                                                             | 第四 | [ 31 ] [ 32 ]               |
| 底特律影评人协会        | 2011年12月16日 | 最佳男主角               | 畢·彼特                                                             | 提名 | [ 33 ]                      |
| 底特律影评人协会        | 2011年12月16日 | 最佳编剧                 | 艾倫·索金、斯蒂文·泽里安                                            | 獲獎 | [ 33 ]                      |
| 金德比奖                | 2012年2月25日  | 最佳男主角               | 畢·彼特                                                             | 提名 | [ 34 ]                      |
| 金德比奖                | 2012年2月25日  | 最佳改编剧本             | 艾倫·索金、斯蒂文·泽里安                                            | 獲獎 | [ 34 ]                      |
| 金球獎                  | 2012年1月15日  | 正剧类最佳影片           | 《点球成金》                                                        | 提名 | [ 35 ] [ 36 ]               |
| 金球獎                  | 2012年1月15日  | 正剧类最佳电影男主角     | 畢·彼特                                                             | 提名 | [ 35 ] [ 36 ]               |
| 金球獎                  | 2012年1月15日  | 最佳电影男配角           | 喬納·希爾                                                           | 提名 | [ 35 ] [ 36 ]               |
| 金球獎                  | 2012年1月15日  | 最佳编剧                 | 艾倫·索金、斯蒂文·泽里安                                            | 提名 | [ 35 ] [ 36 ]               |
| 金施莫斯奖              | 2012年2月24日  | 年度最佳男主角           | 畢·彼特                                                             | 提名 | [ 37 ] [ 38 ]               |
| 金施莫斯奖              | 2012年2月24日  | 年度最佳男配角           | 喬納·希爾                                                           | 提名 | [ 37 ] [ 38 ]               |
| 金施莫斯奖              | 2012年2月24日  | 年度最佳编剧             | 艾倫·索金、斯蒂文·泽里安                                            | 提名 | [ 37 ] [ 38 ]               |
| 金预告片奖              | 2012年5月31日  | 最佳音乐电视广告         | 《点球成金》                                                        | 獲獎 | [ 39 ] [ 40 ]               |
| 好萊塢電影獎            | 2011年10月24日 | 最佳导演                 | 贝尼特·米勒                                                         | 獲獎 | [ 41 ]                      |
| 休斯顿影评人协会        | 2011年12月14日 | 最佳男主角               | 畢·彼特                                                             | 提名 | [ 42 ] [ 43 ]               |
| IndieWire影评人奖       | 2011年12月19日 | 最佳编剧                 | 艾倫·索金、斯蒂文·泽里安                                            | 第三 | [ 44 ] [ 45 ]               |
| 日本電影學院獎          | 2012年3月2日   | 最佳外语片               | 《点球成金》                                                        | 提名 | [ 46 ]                      |
| 电影音效剪辑师          | 2012年2月19日  | 最佳电影对白音效剪辑     | 《点球成金》                                                        | 提名 | [ 47 ]                      |
| 國家影評人協會          | 2012年1月7日   | 最佳男主角               | 畢·彼特                                                             | 獲獎 | [ 48 ]                      |
| 國家影評人協會          | 2012年1月7日   | 最佳编剧                 | 艾倫·索金、斯蒂文·泽里安                                            | 第二 | [ 48 ]                      |
| 紐約影評人協會          | 2011年11月29日 | 最佳男主角               | 畢·彼特                                                             | 獲獎 | [ 49 ]                      |
| 紐約影評人協會          | 2011年11月29日 | 最佳编剧                 | 艾倫·索金、斯蒂文·泽里安                                            | 獲獎 | [ 49 ]                      |
| 在线影评人协会          | 2012年1月2日   | 最佳改编剧本             | 艾倫·索金、斯蒂文·泽里安                                            | 提名 | [ 52 ]                      |
| 棕榈泉国际电影节        | 2012年1月7日   | 沙漠棕榈表演成就奖       | 畢·彼特                                                             | 獲獎 | [ 50 ]                      |
| 人民选择奖              | 2012年1月11日  | 最佳剧情片               | 《点球成金》                                                        | 提名 | [ 53 ] [ 54 ]               |
| 美國製片人協會          | 2012年1月21日  | 最佳院线电影             | 迈克·德鲁卡、蕾切尔·霍罗威茨、畢·彼特                               | 提名 | [ 55 ]                      |
| 聖地牙哥影評人協會      | 2011年12月14日 | 最佳男主角               | 畢·彼特                                                             | 提名 | [ 56 ] [ 57 ]               |
| 聖地牙哥影評人協會      | 2011年12月14日 | 最佳改编剧本             | 艾倫·索金、斯蒂文·泽里安                                            | 獲獎 | [ 56 ] [ 57 ]               |
| 卫星奖                  | 2011年12月18日 | 最佳影片                 | 《点球成金》                                                        | 提名 | [ 58 ]                      |
| 卫星奖                  | 2011年12月18日 | 最佳男主角               | 畢·彼特                                                             | 提名 | [ 58 ]                      |
| 卫星奖                  | 2011年12月18日 | 最佳男配角               | 喬納·希爾                                                           | 提名 | [ 58 ]                      |
| 卫星奖                  | 2011年12月18日 | 最佳改编剧本             | 艾倫·索金、斯蒂文·泽里安                                            | 提名 | [ 58 ]                      |
| 美國演員工會獎          | 2012年1月29日  | 最佳男主角               | 畢·彼特                                                             | 提名 | [ 59 ]                      |
| 美國演員工會獎          | 2012年1月29日  | 最佳男配角               | 喬納·希爾                                                           | 提名 | [ 59 ]                      |
| 圣路易斯影评人协会      | 2011年12月12日 | 最佳男主角               | 畢·彼特                                                             | 提名 | [ 60 ]                      |
| 圣路易斯影评人协会      | 2011年12月12日 | 最佳男配角               | 喬納·希爾                                                           | 提名 | [ 60 ]                      |
| 圣路易斯影评人协会      | 2011年12月12日 | 最佳编剧                 | 艾倫·索金、斯蒂文·泽里安                                            | 第二 | [ 60 ]                      |
| 多伦多影评人协会        | 2011年12月14日 | 最佳编剧                 | 艾倫·索金、斯蒂文·泽里安                                            | 獲獎 | [ 61 ]                      |
| 南加州大学              | 2012年2月18日  | 南加州大学作家奖最佳编剧 | 斯坦·切尔文、艾倫·索金、斯蒂文·泽里安                               | 提名 | [ 62 ] [ 63 ]               |
| 温哥华影评人协会        | 2012年1月10日  | 最佳编剧                 | 艾倫·索金、斯蒂文·泽里安                                            | 提名 | [ 64 ] [ 65 ]               |
| 乡村之声电影民调        | 2011年12月21日 | 最佳男主角               | 畢·彼特                                                             | 第五 | [ 66 ] [ 67 ] [ 68 ] [ 69 ] |
| 乡村之声电影民调        | 2011年12月21日 | 最佳男配角               | 喬納·希爾                                                           | 第13 | [ 66 ] [ 67 ] [ 68 ] [ 69 ] |
| 乡村之声电影民调        | 2011年12月21日 | 最佳编剧                 | 艾倫·索金、斯蒂文·泽里安                                            | 第六 | [ 66 ] [ 67 ] [ 68 ] [ 69 ] |
| 华盛顿特区影评人协会    | 2011年12月5日  | 最佳男主角               | 畢·彼特                                                             | 提名 | [ 70 ]                      |
| 华盛顿特区影评人协会    | 2011年12月5日  | 最佳改编剧本             | 艾倫·索金、斯蒂文·泽里安                                            | 提名 | [ 70 ]                      |
| 美国编剧工会奖          | 2012年2月19日  | 最佳改编剧本             | 斯坦·切尔文、艾倫·索金、斯蒂文·泽里安                               | 提名 | [ 71 ] [ 72 ]               |